# Équipe de France de football en 1972
Chronologie
Saison précédente Saison suivante
Cet article traite de l'année 1972 de l'équipe de France de football.
- Premiers matchs dans le nouveau Parc des Princes.

## Les matchs
| Date             | Stade                               | Adversaire           | Score | Comp | Buteurs français                                            |
| 8 avril 1972     | Bucarest, Roumanie                  | Roumanie             | D 0-2 | A    | -                                                           |
| 11 juin 1972     | Estádio Fonte Nova Salvador, Brésil | Amérique centrale    | V 5-0 | CIB  | Bereta (35e), H. Revelli (60e, 66e & 84e), Bulnes (80e csc) |
| 15 juin 1972     | Estádio Rei Pelé Maceió, Brésil     | Afrique              | V 2-0 | CIB  | Blanchet (35e) & Floch (81e)                                |
| 18 juin 1972     | Estádio Fonte Nova Salvador, Brésil | Colombie             | V 3-2 | CIB  | Loubet (30e & 72e), Molitor (33e pen)                       |
| 25 juin 1972     | Estádio Fonte Nova Salvador, Brésil | Argentine            | N 0-0 | CIB  | -                                                           |
| 2 septembre 1972 | Stade Karaiskaki Athènes, Grèce     | Grèce                | V 3-1 | A    | Michel (67e), Hervé Revelli (86e), Larqué (90e)             |
| 13 octobre 1972  | Parc des Princes Paris, France      | Union soviétique     | V 1-0 | QCM  | Bereta (60e)                                                |
| 15 novembre 1972 | Dalymount Park Dublin, Irlande      | République d'Irlande | D 1-2 | QCM  | Larqué (66e)                                                |

A : match amical. CIB : Coupe de l'Indépendance du Brésil. QCM : Qualification Coupe du monde 1974

## Les joueurs
| Joueurs                                                               |     |     |     |     |     |     |    |     |
| Gardiens de but                                                       |     |     |     |     |     |     |    |     |
| Georges Carnus (Olympique de Marseille)                               | 90  |     |     | 90  | 90  | 90  | 90 | 90  |
| Dominique Baratelli (OGC Nice) (1re sélection)                        |     | 90  | 90  |     |     |     |    |     |
| Défenseurs                                                            |     |     |     |     |     |     |    |     |
| Marius Trésor (AC Ajaccio)                                            | 90  | 90  | 78  | 90  | 90  | 90  | 90 | 90  |
| Claude Quittet (OGC Nice)                                             | r45 | 90  | 90  | 90  |     | 90  | 90 | 90  |
| Jean-Paul Rostagni (Paris SG)                                         | 90  | 90  | 90  |     | 90  |     | 90 | 90  |
| Jacques Novi (Olympique de Marseille) (dernières sélections)          | 90  |     |     |     |     | 90  |    |     |
| Bernard Bosquier (Olympique de Marseille) (42e et dernière sélection) | 90  |     |     |     |     |     |    |     |
| Jean Djorkaeff (Paris SG) (dernières sélections)                      |     | 90  | 90  | 90  | 90  | 45  |    |     |
| Jean-Pierre Adams (Nîmes Olympique) (1re sélection)                   |     |     | r12 | 90  | 90  | 90  | 90 | 90  |
| Jean-François Jodar (Stade de Reims) (1re sélection)                  |     |     |     | 90  |     |     |    |     |
| Milieux                                                               |     |     |     |     |     |     |    |     |
| Henri Michel (FC Nantes)                                              | 90  | 90  | 90  | 90  | 90  | 90  | 90 |     |
| Michel Mézy (Nîmes Olympique)                                         | 45  | 90  | 90  |     | 90  |     |    |     |
| Jean-Michel Larqué (AS Saint-Étienne)                                 | r20 | 45  |     | 90  |     | 90  | 90 | 90  |
| José Broissart (AS Saint-Étienne)                                     |     |     |     |     |     | r45 | 90 | 90  |
| Serge Chiesa (Olympique lyonnais) (5e sélection)                      |     |     |     |     |     |     | 85 |     |
| Jean-Noël Huck (OGC Nice) (7e sélection)                              |     |     |     |     |     |     |    | 90  |
| Attaquants                                                            |     |     |     |     |     |     |    |     |
| Georges Lech (FC Sochaux/Stade de Reims)                              | 90  | r45 | 90  | r12 | 90  | 45  |    |     |
| Bernard Blanchet (FC Nantes) (dernières sélections)                   | 90  | 74  | 90  |     | 75  |     |    |     |
| Georges Bereta (AS Saint-Étienne)                                     | 70  | 90  | 45  | r45 | 90  | 90  | 90 | 90  |
| Louis Floch (AS Monaco)                                               | 70  | r16 | r45 | 45  | r15 |     |    |     |
| Marc Molitor (RC Strasbourg)                                          | r20 |     |     | 78  |     |     |    | r27 |
| Hervé Revelli (OGC Nice)                                              |     | 90  | 90  |     | 84  | 90  | 90 | 90  |
| Charly Loubet (OGC Nice)                                              |     |     |     | 90  | r6  | r45 | r5 | 63  |